# Mogilica (Fluss)
Die Mogilica (deutsch Muglitz, auch Müglitz) ist ein kleiner Fluss in Hinterpommern, der den südlichen Powiat Białogardzki durchfließt.
Seinen Anfang nimmt er bei dem Ort Bronowo – am einstigen Gut Hedwigshof – am Nordrand des Waldes Gersdorfer Busch, etwa sieben Kilometer südlich von  Wardyń Górny (Hohenwardin) und  südwestlich von Połczyn-Zdrój (Bad Polzin). Die Moglica fließt etwa 35 Kilometer Richtung Norden. Dabei passiert sie die Dörfer Redło (Redel), Łęgi (Langen), Lipie (Arnhausen),  Rąbino (Groß Rambin), Nawino (Naffin), Czarnowęsy (Zarnefanz) und Rogowo (Roggow), die den Flusslauf oft für eigene Zwecke (Mühlenbetrieb u. a. in Rąbino und Czarnowęsy) genutzt haben.
Bei Dębczyno (Denzin) an der südlichen Stadtgrenze von Białogard (Belgard) fließt die Mogilica in die Parsęta (Persante), wenige Kilometer bevor auch die Liśnica (Leitznitz) in diesen Fluss einmündet. Das Zusammentreffen dieser drei Flüsse bei Białogard hat viele Alt-Einwohner der Kreisstadt gerne auch von ihrer Drei-Flüsse-Stadt sprechen lassen.